# Pseuderanthemum repandum
Pseuderanthemum repandum là một loài thực vật có hoa trong họ Ô rô. Loài này được (G. Forst.) Guillaumin miêu tả khoa học đầu tiên năm 1948.